# Endurance Ojokolo
Endurance Ojokolo (* 29. September 1975 in London) ist eine ehemalige nigerianische Sprinterin, die sich auf den 100-Meter-Lauf spezialisiert hat.

## Sportliche Laufbahn
Erste internationale Erfahrungen sammelte Endurance Ojokolo im Jahr 1992, als sie bei den Juniorenweltmeisterschaften in Seoul mit der nigerianischen 4-mal-100-Meter-Staffel mit 46,58 s im Vorlauf ausschied. Zwei Jahre später siegte sie bei den erstmals ausgetragenen Juniorenafrikameisterschaften in Algier mit 5,56 m im Weitsprung sowie in 46,15 s in der 4-mal-100-Meter-Staffel und sicherte sich mit der 4-mal-400-Meter-Staffel in 3:45,41 min die Silbermedaille. Zudem belegte sie im 100-Meter-Lauf in 11,90 s den vierten Platz und wurde über 200 Meter in 25,21 s Fünfte. Daraufhin startete sie bei den Juniorenweltmeisterschaften in Lissabon, bei denen sie über 100 Meter bis in das Viertelfinale gelangte und dort mit 11,81 s ausschied und auch im Weitsprung mit 5,64 m nicht das Finale erreichte. Mit der 4-mal-400-Meter-Staffel reichten 3:49,16 min ebenfalls nicht für einen Finalplatz.
Nach zwei Jahren Wettkampfpause startete Ojokolo 1997 im 60-Meter-Lauf bei den Hallenweltmeisterschaften in Paris und belegte dort in 7,38 s den fünften Platz. Im selben Jahr qualifizierte sie sich auch erstmals für die Weltmeisterschaften in Athen und schied dort mit 11,53 s im Viertelfinale aus und erreichte mit der nigerianischen 4-mal-100-Meter-Staffel in 43,27 s den siebten Platz. Im Jahr darauf siegte sie erstmals bei den Afrikameisterschaften in 43,75 s in der 4-mal-100-Meter-Staffel und gewann über 100 Meter in 11,08 s die Silbermedaille hinter ihrer Landsfrau Mary Onyali. Anschließend wurde sie beim Leichtathletik-Weltcup in Johannesburg in 42,91 s Vierte mit der afrikanischen Staffel. 1999 erreichte sie bei den Hallenweltmeisterschaften in Maebashi in 7,19 s den siebten Platz über 60 Meter. Mitte August erreichte sie bei den Weltmeisterschaften in Sevilla das Viertelfinale über 100 Meter und schied dort mit 11,14 s aus. Zudem wurde sie mit der Staffel im Vorlauf disqualifiziert. Anschließend siegte sie bei den Afrikaspielen in Johannesburg in 43,28 s mit der Staffel und gewann in 11,25 s die Bronzemedaille über 100 Meter hinter ihrer Landsfrau Mercy Nku und Myriam Léonie Mani aus Kamerun.
Bei den Leichtathletik-Hallenweltmeisterschaften 2001 in Lissabon wurde sie in 7,23 s Achte im 60-Meter-Lauf und im Sommer schied sie bei den Weltmeisterschaften im kanadischen Edmonton mit 11,20 s im Halbfinale aus. Zudem erreichte sie mit der Staffel in 42,52 s Rang vier. Im Jahr darauf siegte sie bei den Afrikameisterschaften in Radès in windunterstützten 11,15 s und kam mit der Staffel nicht ins Ziel. Daraufhin wurde sie beim Weltcup in Madrid in 11,26 s Dritte über 100 Meter hinter der Jamaikanerin Tayna Lawrence und Susanthika Jayasinghe aus Sri Lanka. Mit der Staffel erreichte sie ursprünglich den zweiten Platz; das Resultat wurde aber wegen eines Dopingvergehens einer ihrer Mitstreiterinnen annulliert. 2003 schied sie bei den Weltmeisterschaften nahe Paris mit 11,55 s im Viertelfinale aus und ging mit der Staffel kurzfristig nicht an den Start. Anschließend siegte sie bei den Afrikaspielen im heimischen Abuja mit neuem Spielerekord von 43,04 s und gewann über 100 Meter in 11,26 s die Silbermedaille hinter ihrer Landsfrau Onyali-Omagbemi. Zudem siegte sie daraufhin auch bei den Afro-Asiatischen Spielen in Hyderabad in 11,45 s über 100 Meter. 2004 schied sie bei den Hallenweltmeisterschaften in Budapest mit 7,44 s im Vorlauf über 60 Meter aus. Anschließend verteidigte sie bei den Afrikameisterschaften in Brazzaville in 11,33 s ihren Titel über 100 Meter und siegte auch mit der Staffel in 44,32 s. Zudem qualifizierte sie sich für die Olympischen Spiele in Athen, bei denen sie im Einzelbewerb mit 11,35 s im Viertelfinale ausschied. Mit der Staffel erreichte sie aber das Finale und belegte dort in 43,92 s Rang sieben.
2005 erreichte sie bei den Weltmeisterschaften in Helsinki das Halbfinale über 100 Meter, in dem sie mit 11,60 s ausschied, während sie mit der Staffel nach 43,25 s auf Rang sieben einlief. Im Jahr darauf schied sie bei den Hallenweltmeisterschaften in Moskau mit 7,53 s über 60 Meter im Halbfinale aus. Nur eine Woche startete sie bei den Commonwealth Games in Melbourne und schied dort mit 11,61 s im Halbfinale über 100 Meter aus und wurde mit der Staffel in 44,37 s Vierte. Anfang August gewann sie bei den Afrikameisterschaften in Bambous in 44,52 s die Silbermedaille mit der Staffel hinter dem Team aus Ghana und über 100 Meter gewann sie in 11,95 s die Bronzemedaille hinter der Ghanaerin Vida Anim und Geraldine Pillay aus Südafrika. Beim Weltcup Mitte September in Athen gelangte sie mit der Staffel in 43,61 s auf Rang drei. 2007 nahm sie mit der Staffel ein weiteres Mal an den Afrikaspielen in Algier teil und gewann dort in 43,85 s die Silbermedaille hinter Ghana. Mit der Staffel startete sie auch bei den Weltmeisterschaften in Osaka, gelangte aber mit 43,58 s nicht bis in das Finale. Im Jahr darauf siegte sie bei den Afrikameisterschaften in Addis Abeba in 43,79 s mit der Staffel. Kurz darauf bestritt sie in Brazzaville ihren letzten offiziellen Wettkampf und beendete im Alter von 32 Jahren ihre Karriere als Leichtathletin.
In den Jahren von 1997 bis 1999, 2001 und von 2003 bis 2005 wurde Ojokolo nigerianische Meisterin im 100-Meter-Lauf.

## Persönliche Bestleistungen
- 100 Meter: 11,06 s (+1,1 m/s), 17. August 2001 in Zürich
  - 60 Meter (Halle): 7,08 s, 7. März 1999 in Maebashi
- 200 Meter: 23,09 s (+0,8 m/s), 16. Juni 1999 in Athen
  - 200 Meter (Halle): 24,51 s, 27. Januar 2001 in Karlsruhe